# Anastasia Brokelyn
Laura Vargas Bohigas (Madrid, 16 de marzo de 1995), más conocida como Anastasia Brokelyn, es una actriz pornográfica y modelo erótica española.
Antes de su debut en el porno se dedicaba al baile. También trabajó como estríper, mesera, vendedora y en un salón de depilación láser.
Comenzó su carrera como actriz porno en la segunda mitad de 2019. Una de las primeras filmaciones fue una escena para ZasXXX. Ha filmado para una variedad de estudios y sitios europeos, incluidos 5K Porn, 21Sextury, Babes, DDFNetwork, Fakehub, LetsDoeIt, Nubile Films, Porn World, Private, Video Marc Dorcel y otros. El rodaje de escenas incluye diferentes categorías, desde la masturbación hasta el sexo anal.

## Premios y nominaciones
| Año  | Ceremonia           | Resultado | Premio                                                | Trabajo      |
| ---- | ------------------- | --------- | ----------------------------------------------------- | ------------ |
| 2020 | Premios XBIZ Europa | Nominada  | Mejor nueva estrella                                  | —            |
| 2021 | Premios AVN         | Nominada  | Artista emergente extranjera del año                  | —            |
| 2021 | Premios AVN         | Nominada  | Mejor escena de sexo lésbico en producción extranjera | Lust & Dance |
| 2021 | Premios AVN         | Nominada  | Premio AVN de los fans                                | —            |
| 2021 | Premios XBIZ Europa | Nominada  | Mejor Escena de Sexo - Gonzo (con Juan Lucho)         | —            |